# Шиллинг, Густав
Густав Шиллинг (3 ноября 1805 — март 1880) — немецкий доктор философии, музыковед, лексикограф музыки и писатель о музыке.
Родился в Ганновере, изучал богословие в Геттингене и Галле, но затем заинтересовался изучением музыки и посвятил ему всю жизнь. Большое значение имеет его сочинение «Universallexikon der Tonkunst», семь томов которого появились в 1834—1835 годах, — именно благодаря этой работе он наиболее известен.
В 1830 году Шиллинг стал директором музыкальной школы и основал в Штутгарте музыкальное общество «Deutsche Nationalverein für Musik und ihre Wissenschaft». В этом обществе состояли членами Керубини, Мейербер, Спонтини, Шпор, Шнейдер, Лахнер. В 1857 году переселился в Нью-Йорк, где основал и возглавил музыкальную школу. Впоследствии уехал в Монреаль, а последние годы жизни провёл в Берлингтоне, Небраска.
Из сочинений Шиллинга известны: «Musikalisches Handwörterbuch etc.» (Штутгарт, 1830); «Encyclopädie der gesammten musicalischen Wissenschaften etc.» (ib., 1835—1840); «Versuch einer Philosophie des Schönen in der Musik etc.» (Майнц, 1838); «Polyphonomos etc.» (Штутгарт, 1839) и прочие.